# Day-O (The Banana Boat Song)
Day-O (The Banana Boat Song) är en traditionell jamaicansk folkvisa. Den blev känd världen över när den spelades in av Harry Belafonte 1956 och är ett av de mest kända exemplen på mentomusik.
Sången handlar om hamnarbetare som arbetar nattskift på fartyg med att lasta bananer. Framåt gryningen vill arbetarna att deras arbete ska räknas så att de kan åka hem (detta är betydelsen av texten "Come, Mr Tally Man, tally me banana / Daylight come and me wanna go home", ungefär "Kom, herr "sifferman", räkna mina bananer/gryningen är här och vi vill gå hem")
Sången var från början en jamaicansk folkvisa och spelades för första gången in under titeln "Day Dah Light" av den trinidadiske sångaren Edric Connor och hans band Edric Connor and the Caribbeans 1952, på albumet Songs From Jamaica. År 1954 spelades sången in av Louise Bennett. 
År 1956 kom flera inspelningar av sången: Irving Burgie och William Attaway skrev en egen text till sin version, folksångaren Bob Gibson gjorde en version med folkbandet The Tarriers (i denna version kombinerades melodin med den jamaicanska folkvisan "Hill och Gully Rider"), och Harry Belafonte spelade in en version som nådde femte plats på Billboardlistan 1957. Den skulle komma att bli Belafontes signaturmelodi. 
Shirley Bassey gav ut en version 1957 som blev en hit i Storbritannien. Rally i P3 har gjort en svensk version av låten kallad Mr Taliban. 
Sången används bland annat i filmen Beetlejuice från 1988. I ett försök att skrämma bort den nyinflyttade familjen Deetz från sitt hus, får de nyblivna spökena Adam och Barbara familjen Deetz och deras sällskap att dansa runt matbordet och sjunga. Dessutom är sången ett av 18 nummer i Broadway-musikalen Beetlejuice från 2018.